# جوز الأربعة (فلم)
جوز الأربعة هو فيلم مصري تم إنتاجه عام 1950، من إخراج فطين عبد الوهاب، وبطولة كمال الشناوي ومديحة يسري ولولا صدقي.

## تمثيل
- كمال الشناوي
- مديحة يسري
- لولا صدقي
- سميحة توفيق
- زينب صدقي
- السيد بدير
- زوزو حمدي الحكيم
- وداد حمدي

## روابط خارجية
- مقالات تستعمل روابط فنية بلا صلة مع ويكي بيانات